# Liane la sauvageonne
Pour plus de détails, voir Fiche technique et Distribution.
Liane, la sauvageonne (Liane, das Mädchen aus dem Urwald) est un film ouest-allemand réalisé par Eduard von Borsody, sorti en 1956, tourné d'après le roman d'Anne Day-Helveg Liane, das Mädchen aus dem Urwald.

## Synopsis
Dans le sud de l'Afrique les membres d'une expédition découvrent une jeune fille blanche, qui vit dans une tribu indigène. Ils la capturent et l'emmènent avec eux à Hambourg.
Après des recherches, il apparaît que cette fille s'appelle Liane. Son seul parent est un grand-père très fortuné, l'armateur Amelongen, qui s'est retiré des affaires. Son entreprise est dirigée par un homme d'affaires talentueux mais sans scrupules, Victor Schöninck. Il craint que Liane lui dispute sa position et intrigue contre elle. Au bout du compte le vieil armateur sera assassiné. Les indices désignent Liane comme la meurtrière, mais il s'avère que c'est Schöninck qui a tué le vieil homme.
Liane se sent mal à l'aise dans le monde civilisé. Elle soupire après sa forêt. Aussi utilise-t-elle l'argent dont elle a hérité pour retourner dans le monde où elle était heureuse.

## Fiche technique
- Titre original : Liane, das Mädchen aus dem Urwald
- Titre français : Liane, la sauvageonne
- Réalisation : Eduard von Borsody
- Scénariste : Ernst von Salomon
- D'après le roman de : Anne Day-Helveg, sur une idée de Thomas Fough
- Production : Helmuth Volmer
- Musique : Erwin Halletz
- Montage : Walter von Bonhorst
- Photographie : Bruno Timm
- Société de production : Arca-Filmproduktion
- Pays :  Allemagne de l'Ouest
- Langue : allemand
- Format : mono, couleur
- Durée : 88 minutes (1h28)
- Date de sortie :  Allemagne de l'Ouest : 4 octobre 1956

## Distribution
- Marion Michael : Liane
- Hardy Krüger  (V.F : Roger Rudel) : Thoren
- Irène Galter : Dr. Jacqueline Goddard
- Peter Mosbacher  (V.F : Jean Violette) : Tibor Teleky
- Rudolf Forster : Theo Amelongen
- Reggie Nalder : Viktor
- Rolf von Nauckhoff : Prof. Danner
- Edward Tierney  (V.F : Jacques Beauchey) : Kersten
- Reinhard Kolldehoff : Keller
- Herbert Hübner : Magistrat Warmuth
- Olga von Togni : Alma
- Jean Pierre Faye : Tanga
- Arno Paulsen : Commissaire de la criminelle
- Anneliese Würtz : Frieda la serveuse
- Editha Horn : Miss Helumund
- Waltraut Runze : Ellen, la serveuse de l'étage
- Walter Bluhm : Port Said Rep
- Curt Lucas : Capitaine Ship
- Hans Emons : Nedrick
- Erik Radolf : Jensen

## Succès
Le film a fait sensation parce que l'actrice principale Marion Michael, de même que les figurants et les figurantes africains, n'étaient vêtus que d'un pagne. Aujourd'hui il n'y aurait pas de quoi fouetter un chat mais les scènes ont alors suscité une grande indignation. Et par là même le film a été un grand succès financier.

## Critiques
- « Un film d'aventures niais et absurde, inoffensif en lui-même, mais des réserves sont à faire en raison des intentions douteuses qui ont amené à présenter des scènes de nudité. - 6000 films. « Kritische Notizen aus den Kinojahren 1945 bis 1958 ». « Handbuch V der katholischen Filmkritik »., 3e édition, Verlag Haus Altenberg, Düsseldorf 1963, p. 261

## Continuations
Ce grand succès  a valu en 1957 une suite Liane, l'esclave blanche. En 1961 à partir de scènes tirées des deux films précédents a été créé un troisième film : Liane, la fille de la jungle.